# ドームふじ基地

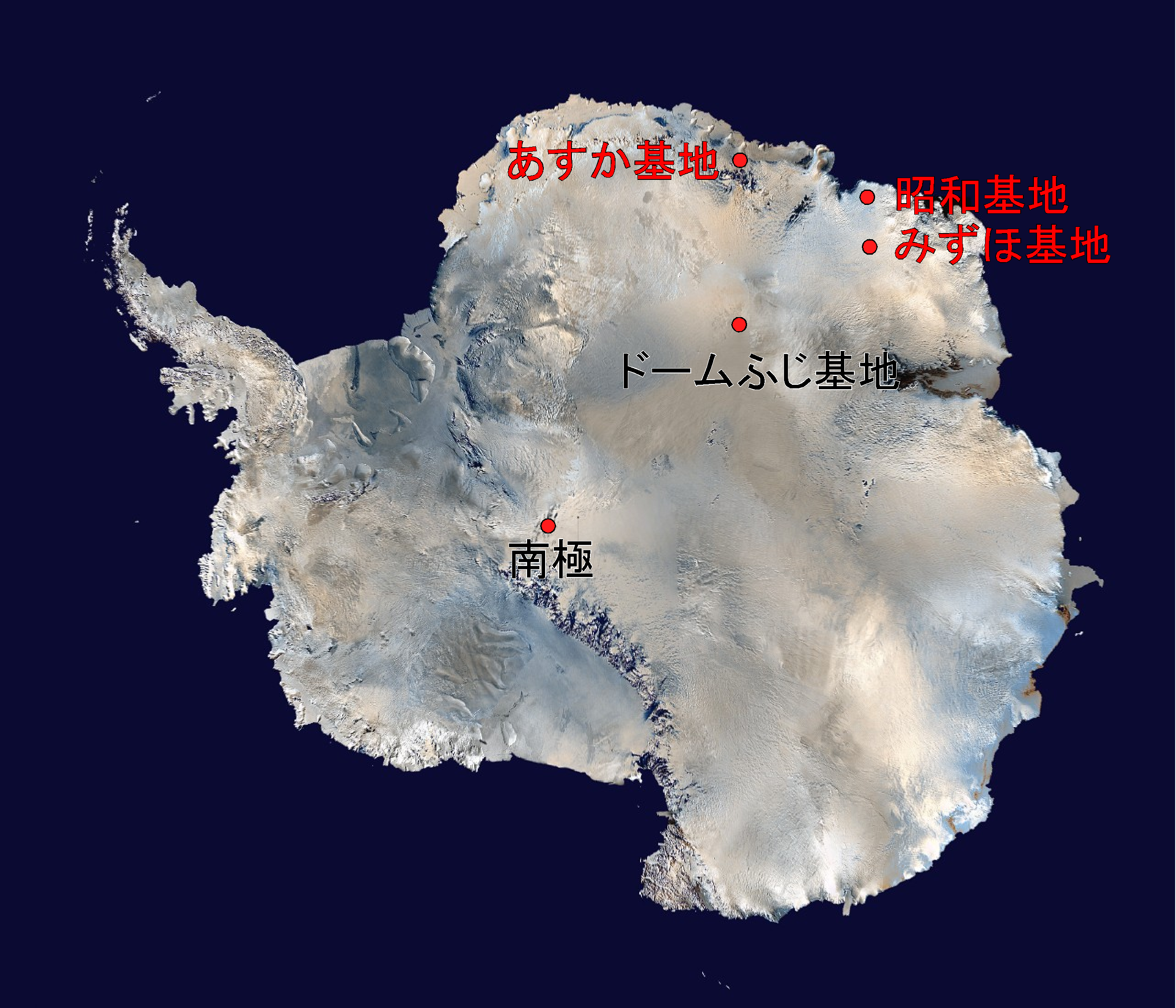
南極にある日本の基地

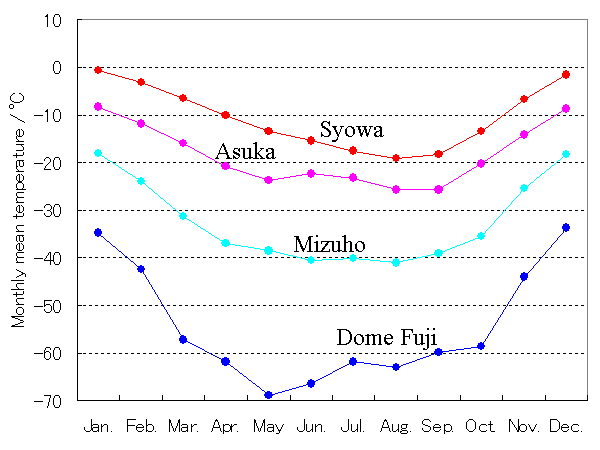
日本の南極観測基地の月平均気温（■ 昭和基地、■ あすか基地、■ みずほ基地、■ ドームふじ基地）

ドームふじ基地（ドームふじきち）は、南極大陸上南緯77度19分01秒 東経39度42分12秒 / 南緯77.31694度 東経39.70333度座標: 南緯77度19分01秒 東経39度42分12秒 / 南緯77.31694度 東経39.70333度、標高3810mに位置する日本の南極観測基地。1995年（平成7年）にドームふじ観測拠点として開設、2004年（平成16年）4月1日に「ドームふじ基地」に改称された。「ドームF」と称するドーム状の地形の頂部に位置し、富士山と標高が近いことから「ドームふじ」と名付けられた。ドームFは、東南極の南極高原の円頂丘の一つで、ドームA（標高4093m）と並ぶ最高峰の一つだが、4000m近い標高のうち3000mを氷床が占めている。

## 概要
昭和基地からは約1,000km離れており、雪上車や航空機で移動する。開設当時は雪上に建設されたが、その後の風雪により開設後数年で殆どの施設が雪の下に埋もれている。各関連団体より選出された5-10人程度の隊員が、昭和基地より夏季の短期間移動して観測を行っている。
ドームふじ基地では、氷床深層掘削計画が実施されている。これは、氷床を深さ3000m以上掘削して氷床コアを採取するものであり、氷床コアを分析することで過去約100万年間の気候変動が判明するものと期待されている。
内陸の標高が高いところに位置するため、南極で最も低温な領域の一つである。厳しい気象条件下で欠測が多く、長期間の充分な気象観測記録はないが、1996年の年平均気温は−54.4℃であった。同年5月14日には−79.7℃の最低気温を記録している。
この基地に第38次越冬隊の調理担当として赴任した、海上保安官出身の西村淳が著したエッセイ「面白南極料理人」を原作とし、2009年夏に映画「南極料理人」が公開された。